# Dubai Tennis Championships 1999 - Qualificazioni doppio
Le qualificazioni del doppio  del Dubai Tennis Championships 1999 sono state un torneo di tennis preliminare per accedere alla fase finale della manifestazione. I vincitori dell'ultimo turno sono entrati di diritto nel tabellone principale. In caso di ritiro di uno o più giocatori aventi diritto a questi sono subentrati i lucky loser, ossia i giocatori che hanno perso nell'ultimo turno ma che avevano una classifica più alta rispetto agli altri partecipanti che avevano comunque perso nel turno finale.
Le qualificazioni del doppio del torneo Dubai Tennis Championships 1999 prevedevano 4 coppie partecipanti di cui una è entrata nel tabellone principale.

## Teste di serie
1. Pablo Albano /  Daniel Orsanic (Qualificati)

1. Neville Godwin /  Peter Nyborg (primo turno)

## Qualificati
1. Pablo Albano  /   Daniel Orsanic

## Tabellone

### Legenda
| - Q = Qualificato - WC = Wild card - LL = Lucky loser | - ALT = Alternate - SE = Special Exempt - PR = Protected Ranking | - w/o = Walkover - r = Ritirato - d = Squalificato |

|  | Primo turno | Primo turno                  | Primo turno                  | Primo turno | Primo turno |  |  | Ultimo turno | Ultimo turno                 | Ultimo turno | Ultimo turno | Ultimo turno |  |
|  |             |                              |                              |             |             |  |  |              |                              |              |              |              |  |
|  | 1           | Pablo Albano Daniel Orsanic  | Pablo Albano Daniel Orsanic  | 6           | 6           |  |  |              |                              |              |              |              |  |
|  |             | Alberto Martín Rogier Wassen | Alberto Martín Rogier Wassen | 3           | 1           |  |  | 1            | Pablo Albano Daniel Orsanic  | 6            | 3            | 6            |  |
|  |             | Hicham Arazi Gustavo Kuerten | Hicham Arazi Gustavo Kuerten | 6           | 7           |  |  |              | Hicham Arazi Gustavo Kuerten | 3            | 6            | 4            |  |
|  | 2           | Neville Godwin Peter Nyborg  | Neville Godwin Peter Nyborg  | 3           | 5           |  |  |              |                              |              |              |              |  |